# Kociewie

Das Wappen von Kociewie

Kociewie ist eine ethnokulturelle Region in der historischen Region Pommerellen. Sie befindet sich im östlichen Teil der Tucheler Heide im Norden Polens, südlich von Danzig zwischen den Landkreisen Danzig und Konitz (Chojnice). Die Kulturhauptstadt ist Starogard Gdański, die größte Stadt Tczew. Die Region hat eine gut entwickelte Industrie und Landwirtschaft und etwa 340.000 Einwohner.

## Geschichte
Im Winter 1807, als die Kämpfe um diesen Landstrich zwischen den Preußen mit der Polnisch-Französischen Armee andauerten, soll der Stabsoffizier und Bataillonskommandeur Józef Hurtig (1770–1831) dem General Jan Henryk Dąbrowski berichtet haben, dass er „eine Patrouille nach Gociewie schicke“. Dieser Auszug aus dem Offizierbrief vom 10. Februar des genannten Jahres gilt als erste schriftliche Erwähnung der Region, erzählt Piotr Kończewski, Präsident der örtlichen Tourismusorganisation in Kociewie.
Andere bekannte Aufzeichnungen haben die Form von Kociewie (Florian Ceynowa, Oskar Kolberg) – sie wurden seit den 1860er Jahren notiert. Historiker haben keine klare Meinung über die Geschichte der Region als solche. Jan Powierski suchte nach den Anfängen von Kociewies Besonderheit in der frühen Neuzeit, wobei die Stimme der Linguisten im 16. Jahrhundert nach den Wurzeln des Kociewie-Dialekts suchte. Gerard Labuda sah jedoch in Kociewie das Erbe der Stammesunterschiede aus dem frühen Mittelalter. Im 12. und 13. Jahrhundert erkannte er eine Manifestation der früheren säkularen Fürstentümer Lübschau (Lubiszewo Tczewskie) und Schwetz (Świecie) und eine frühere Trennung der Stämme vom Rest von Danzig-Pommern, das von den Vorfahren der heutigen Kaschuben bewohnt wurde. Seine Ansichten können durch die Entdeckungen von Archäologen in Kałdus bei Chełmno gestützt werden, das seit den ersten Piasten ein wichtiges Zentrum zu sein scheint und nicht nur das Chełmnoer Land, sondern auch den größten Teil des heutigen Kociewie abdeckt. Es besteht kein Zweifel daran, dass ein großer Teil des heutigen Kociewie auch in Bezug auf die Geschichte eine ausdrucksstarke Region schafft, obwohl der heutige Name viel jünger ist.
Die 1998 gegründete Pommersche Regionalversammlung (Sejmik Województwa Pomorskiego), die die Notwendigkeit hervorheben möchte, den multikulturellen Reichtum Pommerns zu bewahren und weiterzuentwickeln, erklärte das Jahr 2005 zum Kociewie-Jahr.
Der 10. Februar 2007 wurde erstmals als Welt-Kociewie-Tag ausgewiesen.

Ethnische Gruppen in Kociewie

## Kociewiacy
Die Kociewiacy sind eine polnische ethnografische Gruppe. Die meisten Kociewiacy sind römisch-katholisch. Sie leben neben einer weitaus bekannteren ethnischen Gruppe in der Region, den Kaschuben. Bei der Volkszählung 2011 erklärten sich 3065 Personen als Kociewiacy, ein Anstieg seit der Volkszählung von 2002, als niemand als solcher identifiziert worden war. Der Kociewie-Dialekt ist im Gegensatz zum Kaschubisch meistens im polnischen Sprachgebrauch verständlich. Trotz der geografischen Nähe sind diese beiden Dialekte sehr unterschiedlich, wobei Kociewie Kujawien viel näher ist, so dass einige Gelehrte es als eine Variante dieses Dialekts betrachten.

## Städte in Kociewie
- Tczew – 22,26 km² – 60.207 Einwohner
- Starogard Gdański – 25,27 km² – 48.191 Einwohner
- Świecie – 11,87 km² – 25.802 Einwohner
- Pelplin – 4,45 km² – 9200 Einwohner
- Gniew – 6,75 km² – 6759 Einwohner
- Skarszewy – 11,96 km² – 7100 Einwohner
- Nowe – 3,57 km² – 6238 Einwohner
- Skórcz – 3,67 km² – 3532 Einwohner
- Czarna Woda – 9,94 km² – 3303 Einwohner